# MXit

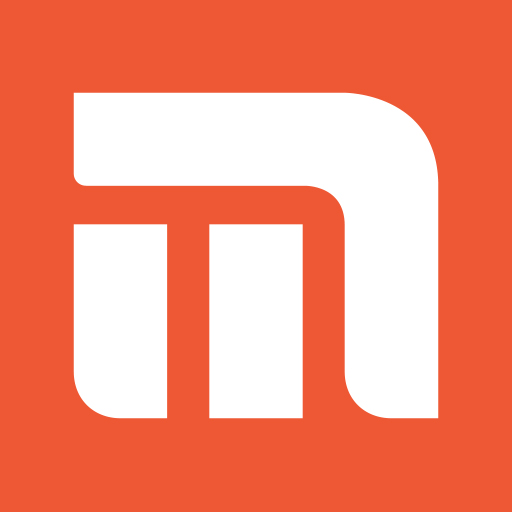
Logo do aplicativo

Mxit  (pronunciado “Mix it”) é um aplicativo de mensagens instantâneas, desenvolvido na África do Sul.

## Características
Funciona com GPRS/3G nos telefones celulares e Java nos computadores que tiverem o Adobe flash player. Isso permite que os usuários possam mandar e receber mensagens de texto e multimídia de celular para celular, celular para computador ou computador para celular. Onde no computador estará conectado na internet e o celular via MXit. Essas mensagens são mandadas e recebidas via internet, sem usar a tecnologia padrão de SMS. O usuário também pode trocar mensagens com  comunidades online como MSN Messenger, ICQ e Google Talk. As mensagens estão limitadas para 1000 caracteres. 
O Mxit não ira cobrar nada para mandar ou receber mensagens das pessoas mas algumas operadoras cobram um valor por GPRS/3G , que custa muito mais barato do que mensagens de texto tradicionais via SMS. No entanto, cobrariam 1 centavo por mensagens via GPRS/3G e em torno de 75 centavos por mensagem de texto comum via SMS. Devido a esse fato tem se tornado um serviço muito popular de mensagens instantâneas, especialmente entre os jovens. O MXit tem registrado acima de 9 milhões  de usuários no mundo, quase 14 milhões de log in e log out por dia e mais de 230 milhões de mensagens mandadas e recebidas por dia. Os usuários estão distribuídos internacionalmente em mais de 120 países.  Tem um maior número acessos na África do Sul e na Indonésia com um crescimento rápido na Malásia, Austrália, Singapura , Japão, Namíbia, Itália, Alemanha, Noruega, Brasil ,Reino Unido e Estados Unidos. 
Em Janeiro 2007, a gigante “Naspers”  comprou 30% das ações da companhia por um acordo não revelado.

## Histórico
Em 2000 Clockspeed Mobile, uma divisão de pesquisa e desenvolvimento da Swist Group Technologies, desenvolveu um Massive Multiplayer Mobile game  (Jogos de multiplayer em massa via celular). O jogo era com base em SMS e não obteve sucesso devido ao preço alto do SMS - já que a tecnologia GPRS ainda não se encontrava em todos aparelhos. Em 2003 o jogo foi lançado e na metade de 2003 a primeira versão do MXit foi lançada. Em Abril de 2004 a Clockspeed Mobile se tornou independente e em 1 de julho de 2006 virou a MXit lifestyle (Pty)Ltd.

## Requerimentos de Hardware
MXit para telefones celulares: Um telefone que contenha Java com capacidades de internet (CSD/GPRS/3G) e tela colorida. 
Mxit para computador: Windows XP ou Windows Vista com conectividade de internet e Adobe Flash Player.

## MXit Internacional
Mxit foi lançado recentemente para o mercado internacional. O Mxit é oficialmente encontrado na Malásia, Índia, Indonésia, Reino Unido, Estados Unidos, Nigéria, Brasil, França, Alemanha, Itália, Portugal e Espanha. Detalhes em como conectar o MXit nesses países esta listado no web site da MXit. 
Em Agosto de 2007 lançou um servidor de dados na Europa localizados em Frankfurt, Alemanha. A razão desse sistema de servidores é para dividir o trafico de usuários internacionais dos usuários da África do Sul.

## Serviços adicionais do MXit
Tradepost : Tradepost seria um shopping do MXit . Onde pode baixar músicas , papeis de parede , jogos , vídeos , ver horóscopo e muito mais. Tudo isso é pago com Moola ,a moeda do MXit. 
Moola : Moeda usada no MXit. . Ao baixar o MXit você automaticamente ganha 500 Moolas . E se indicar um amigo no serviço do MXit . referir um amigo . Você ganha mais 50 Moolas.
MXit Music : MXit Music é uma iniciativa para dar suporte ao crescimento de novas bandas. Músicos são proporcionados um espaço para mostrar seus talentos , tanto nacional quanto internacional via as comunidades online e de celulares. MXit music esta disponível  para todos os usuários MXit via contato “Tradepost” no seu MXit. E também pode ser acessado pelo site.  
Após adicionar o contato “MXit Music”, os usuários podem acessar o catálogo do MXit music e um host de bandas. Usuários podem escutar um pouco da música de graça ; e para fazer o download das músicas inteiras ira ter um custo de 250 Moola. Os usuários também podem escolher e votar em suas bandas favoritas , a acessar seus blogs . Os votos são computados em tempo real e as Músicas estão categorizadas de acordo de quantos votos ela receber.

## Referencias
- Wikipedia Ingles